# 맛있는 라디오
《황교익, 강헌의 맛있는 라디오》는 음식 칼럼니스트 황교익, 대중음악평론가 강헌의 진행으로 SBS 러브FM에서 방송되었던 라디오 프로그램이다. 2015년 5월 SBS 라디오 봄 개편으로 신설되어 매주 주말 저녁 8시 5분부터 10시까지 방송되었고 2016년 3월 SBS 라디오 봄 개편으로 매주 주말 오후 4시 5분부터 6시까지 방송되었으나 같은 해 6월 26일 방송을 끝으로 1년 만에 폐지되었고 동시간대 평일에 방송되는 김흥국, 봉만대의 털어야 산다가 주말까지 7일 확대 편성되었다.

## 데일리 코너
- 음밥 (mmm Bop)
- BJ소프의 삼시네끼
- 방송에 나온 그 집
- 맛라 지도

## 요일 코너
- 토요일 : 내일 뭐먹지?
- 일요일 : 맛있는 초대석